# Nils Hellström (kemist)
Nils Egon Erik Hellström, född 10 december 1905 i Lund, död 15 maj 1981 i Uppsala, var en svensk kemist.
Nils Hellström var son till Nils Hellström. Efter studentexamen i Norrköping 1924 blev han 1927 filosofie kandidat vid Lunds universitet, 1931 filosofie magister vid Stockholms högskola och 1931 filosofie licentiat vid Lunds universitet och efter disputation 1935 1936 filosofie doktor där. Hellström var docent i organisk kemi vid Tekniska högskolan 1935–1938 och professor i träförädlingskemi vid Norges tekniska högskolan i Trondheim 1938–1940. 1940 återvände han till Stockholm och tillhörde Ingenjörvetenskapsakademiens motorbränsleutskott varav 1940–1942 som ordförande och var vetenskaplig medarbetare vid akademien, bland annat som föreståndare för dess tjärforskningslaboratorium 1940–1942. Hellström blev 1942 på nytt docent i organisk kemi vid Tekniska högskolan 1942, kallades till laborator i kemi där 1943 och var tillförordnad professor i organisk kemi 1943–1945. Han anlitades även av Statens industrikommission och Statens livsmedelskommission. I sin vetenskapliga produktion, ett fyrtiotal avhandlingar och uppsatser i in- och utländsk fackpress, har behandlat huvudsakligen organisk-kemiska men även teknisk-kemiska frågor som organiska halogen- och svavelföreningar, trätjära och träkemiska frågor. Hellström företog studieresor till bland annat Tyskland, Schweiz och Storbritannien. 1939 blev han ledamot av Norske videnskapers selskap.